# Ivan Regen
Ivan (Janez) Regen (også kendt som Johann Regen) (født 9. december 1868, død 27. juli 1947) var en slovensk biolog, der er bedst kendt for sine studier inden for bioakustik.
Regen blev født i landsbyen Lajše (i det, der i dag er Slovenien), og han blev interesseret i insekters lyde som barn. Hans familie havde ikke råd til at betale for hans skolegang, og derfor læste han først ved den lokale præsteskole, som han fik et stipendium til. Langsomt fik han sparet tilstrækkeligt op til at betale undervisningsafgiften i Wien, hvor han studerede naturhistorie ved Wiens Universitet under Grobben, Exner og Claus. Han fik sin Ph.D. i 1897 og begyndte at arbejde som gymnasielærer, først i Wien og senere i Hranice (Mæhren). Til sidst blev han overført til et gymnasium i Wien på anbefaling af Exner, og der arbejdede han til sin pensionering i 1918.
I mellemtiden begyndte Regen sin forskning i dyrs fysiologi, og han var en af de første slovenske forskere, der arbejdede i udlandet efter 1. verdenskrig. Gennem omhyggelige iagttagelser af  græshoppers og fårekyllingers stridulation beviste han, at insekter reagerer på akustiske stimuli fra andre individer, og han kunne få sine forsøgsdyr til at besvare kunstig stimulation, når han brugte en højttaler. Senere viste han, at insekters hørelse forudsætter et intakt tympanalt organ, hvad der var den første beskrivelse af dette organs funktion. På baggrund af sine resultater betragtes han som grundlæggeren af moderne bioakustik. Han studerede også andre fysiologiske fænomener his insekter: ånding, dvale, udvikling af pigment under forskellige betingelser samt hudskifte.
Regens største projekt var et såkaldt "geobiologisk laboratorium", et stort terrarium, hvor han undersøgte fonotaxi (bevægelse i forhold til lydpåvirkning) i stort format. Ved at bruge op til 1.600 hunlige dyr med intakte eller beskadigede høreorganer kunne han bedømme deres adfærd statistisk.
Han var privat forsker efter 1911, men opretholdt kontakten til Slovenien, hvor han støttede adskillige lokale selskaber og kulturinstitutioner, og hvor han etablerede en slovensk terminologi for sine forskningsområder. I 1921 sagde han nej tak til at blive professor ved Ljubljanas Universitet. I 1940 blev han associeret medlem af det slovenske akademi for videnskab og kunst, og han blev også æresmedlem af det slovenske selskab for naturhistorie.